# Vindklovholmen
Vindklovholmen est une île norvégienne du comté de Hordaland appartenant administrativement à Bømlo.

## Description
Il s'agit de petits ilots rocheux à fleur d'eau qui s'étendent sur environ 139 m de longueur pour une largeur approximative de 46 m. 